# Брихени (Бихор)
Брихени (рум. Briheni) насеље је у Румунији у округу Бихор у општини Лунка. Oпштина се налази на надморској висини од 319 m.

## Становништво
Према подацима из 2002. године у насељу је живело 377 становника, од којих су сви румунске националности.